# 油井一二

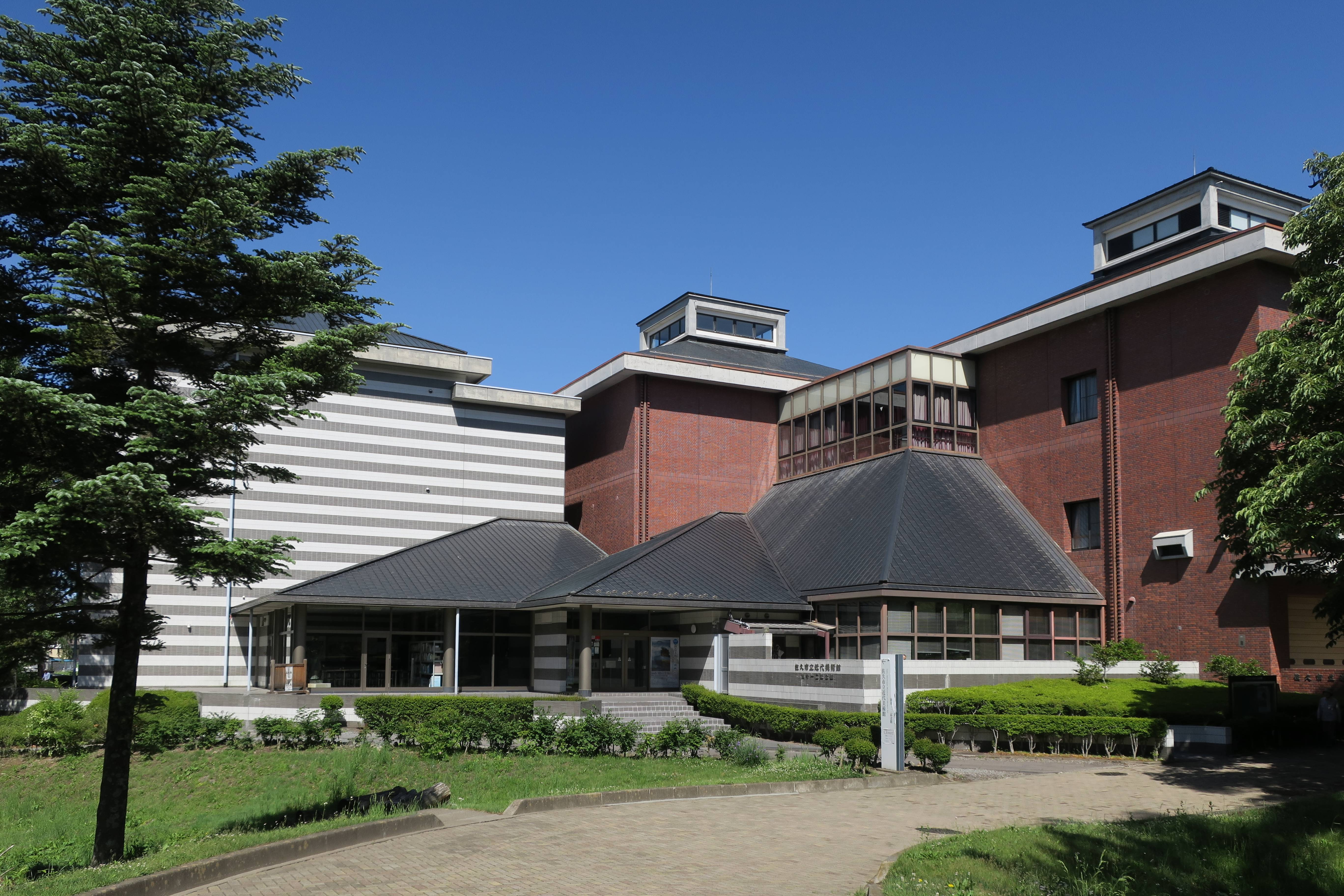
佐久市立近代美術館 油井一二記念館

油井 一二（ゆい いちじ、1909年10月30日 - 1992年7月21日）は日本の実業家（美術商）。

## 経歴
長野県北佐久郡三井村香坂（現佐久市香坂）出身。小学校高等科卒業後に上京し、昭和6年（1931年）東亜美術協会の絵画出張販売員となる。同9年（1934年）共同出資により日東美術協会を創立するが、同12年（1937年）から14年（1939年）まで、日中戦争に従軍した。同16年（1941年）、上野広小路に美術店を開いたが、東京大空襲で焼失した。戦後は武者小路実篤の知遇を経て、その作品を扱った。同40年（1965年）「美術年鑑」の権利を創刊者の山田正道から買い取り、「美術年鑑社」として株式会社を設立し、代表取締役社長となった。同46年（1971年）「新美術新聞」を創刊。出版や絵画販売の一方で蒐集した作品の一部を、同52年（1977年）に郷里の佐久市に寄贈し、同58年（1983年）佐久市立近代美術館 油井一二記念館が開館した。